# Arxiu Municipal de Sant Cugat del Vallès
L'Arxiu Municipal de Sant Cugat del Vallès (AMSCV) està integrat per l'arxiu administratiu i l'arxiu històric de Sant Cugat del Vallès.
L'Arxiu va iniciar la seva història com a servei de l'administració local a finals de l'any 1987. Anteriorment, però, trobem referències de l'existència de quelcom semblant a un arxiu, així, com ens recorda Gemma Foj i Alvira, es tenen notícies que durant el primer terç del segle XX es van fer pagaments de les despeses destinades a un empleat que es dedicava a l'ordenació i cura de l'Arxiu.